# Gevgelija
Gevgelija (makedonsky Гевгелија, srbsky Ђевђелија/Đevđelija, řecky Γευγελή) je město na jihu Severní Makedonie, na samotné hranici s Řeckem, poblíž silničního a železničního přechodu. Město má 15 685 obyvatel.

## Poloha a přírodní poměry
Nachází se poblíž řeky Vardar, při hranici s Řeckem, 70 km od Soluně a 165 km od Skopje, v Gevgelijsko-valandovské kotlině.
Ze západu jej vymezují kopce směřující k vrcholu Visoka Čuka, z jihu horská řeka Konska Reka, z východu železnice a dálnice a ze severu obec Mrzenci. V blízkosti města se nachází pohoří Kožuf. Centrum města tvoří ulice Maršal Tito, která má podobu pěší zóny. 

## Název
Název města pochází pravděpodobně z tureckého slova gölgeli, což označuje místo, kde se nachází hodně stínu. Odsud byl přejat jak do makedonského, tak do řeckého jazyka. 
Podle jedné legendy žil na místě současného města derviš, který se znelíbil místním. I když se mu zde líbilo, nechali jej místní obyvatelé vykázat. V panice se nakonec rozhodli své rozhodnutí zvrátit a volali na něj gel-geri, tedy turecky vraťte se.

## Historie
První písemná zmínka o Gevgeliji pochází z tureckých záznamů v roce 1664. Název města je nejspíše tureckého původu.
Město se začalo z malé osady rozvíjet do své současné podoby přibližně v druhé polovině 19. století, kdy se v rámci Osmanské říše zintenzivnil obchodní ruch, a to také i díky železnici, otevřené v roce 1873. Zatímco v roce 1860 žilo v Gevgeliji jen něco okolo 800 lidí, již roku 1886 jejich počet dosáhl přes tři tisíce a Gevgelija tak byla prohlášena za město. Na konci 19. století byly poblíž hlavní ulice vybudovány správní budovy a později sem přesídlila i armáda. Většina obyvatel těžila ze zemědělské produkce úrodných břehů Vardaru, která byla vyvážena prostřednictvím přístavu v Soluni. Obyvatelstvo bylo v této době národnostně smíšené, zastoupeni byli i Řekové a Bulhaři. Hlavní rozdělení místních z hlediska tehdejších úřadů (osmanských) však bylo spíše konfesní, než národnostní. V závěru 19. století zde působila také organizace VMRO. Roku 1910 zde byla založena čítárna (čitalište) s názvem prosveta (osvěta).
V roce 1912 bylo město po První balkánské válce připojeno k Srbsku, a jižně od něj ustanovena nová státní hranice s Řeckem. Již na podzim 1913 byl zahájen provoz pošty mezi Gevgelijí a zbytkem Srbska. Během první světové války zde byly strženy z vojenských důvodů minarety místních mešit. Od roku 1918 bylo součástí Království Srbů, Chorvatů a Slovinců.

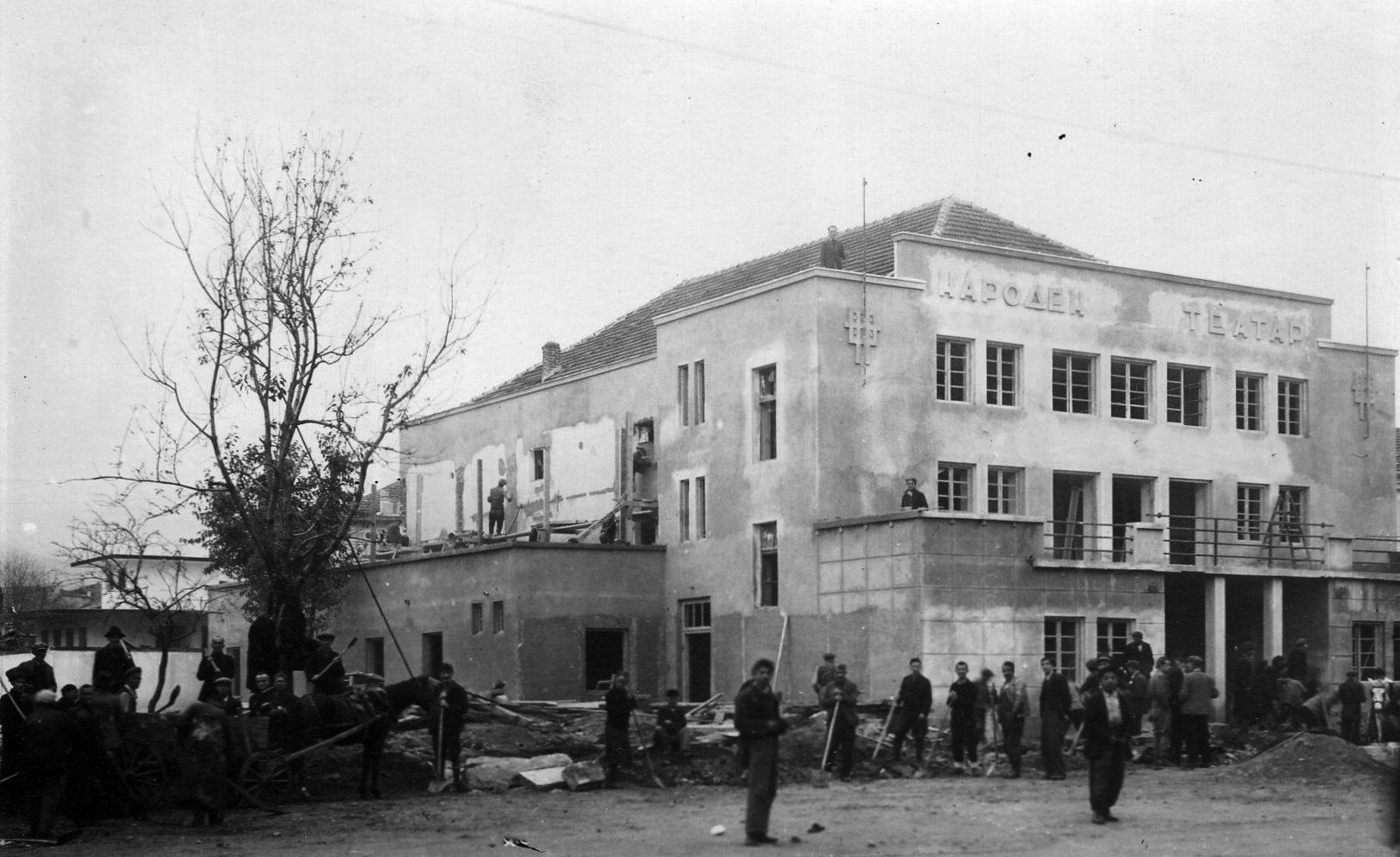
Budova Národního divadla v Gevgeliji v 30. letech 20. století.

Po skončení války byla situace v Gevgeliji pro místní velmi těžká. Městem v závěru roku přešla fronta (po prolomení Soluňské fronty tudy postupovala srbská armáda směrem na sever spolu s dohodovými spojenci). Řada domů byla zcela zničená, vznikaly různé nouzové příbytky. Stržen byl most přes řeku Vardar.
V roce 1931 bylo město postiženo zemětřesením.
Během druhé světové války bylo město připojeno k Bulharsku. Poté se stalo součástí socialistické Jugoslávie a po roce 1991 Severní Makedonie.
V roce 1960 byla v souvislosti s rozšiřováním místní silnice a výstavbou Dálnice Bratrství a jednoty otevřena budova místní nemocnice, která sloužila nejprve pracovníkům dobrovolných brigád. Na konci 80. let místní lékařské centrum (makedonsky медицински центар) zaměstnávalo několik set pracovníků. Zařízení je spádové pro značnou část jihu Severní Makedonie.
Roku 2015 se stalo jedním z neuralgických bodů evropské migrační krize.

## Obyvatelstvo
Dle sčítání lidu z roku 2002 žilo v Gevgeliji 15 685 obyvatel, 96 % z nich jsou makedonské národnosti.

## Pamětihodnosti
V Gevgeliji stojí tři kostely; kostel sv. Cyrila a Metoděje, kostel sv. Spase a kostel Petra a Pavla. Východně od města se nachází lokalita Vardarski Rid (přímo u dálnice). Západně od Gevgelije se nachází také vodní nádrž Toplik, která je oblíbeným cílem výletů.

## Kultura

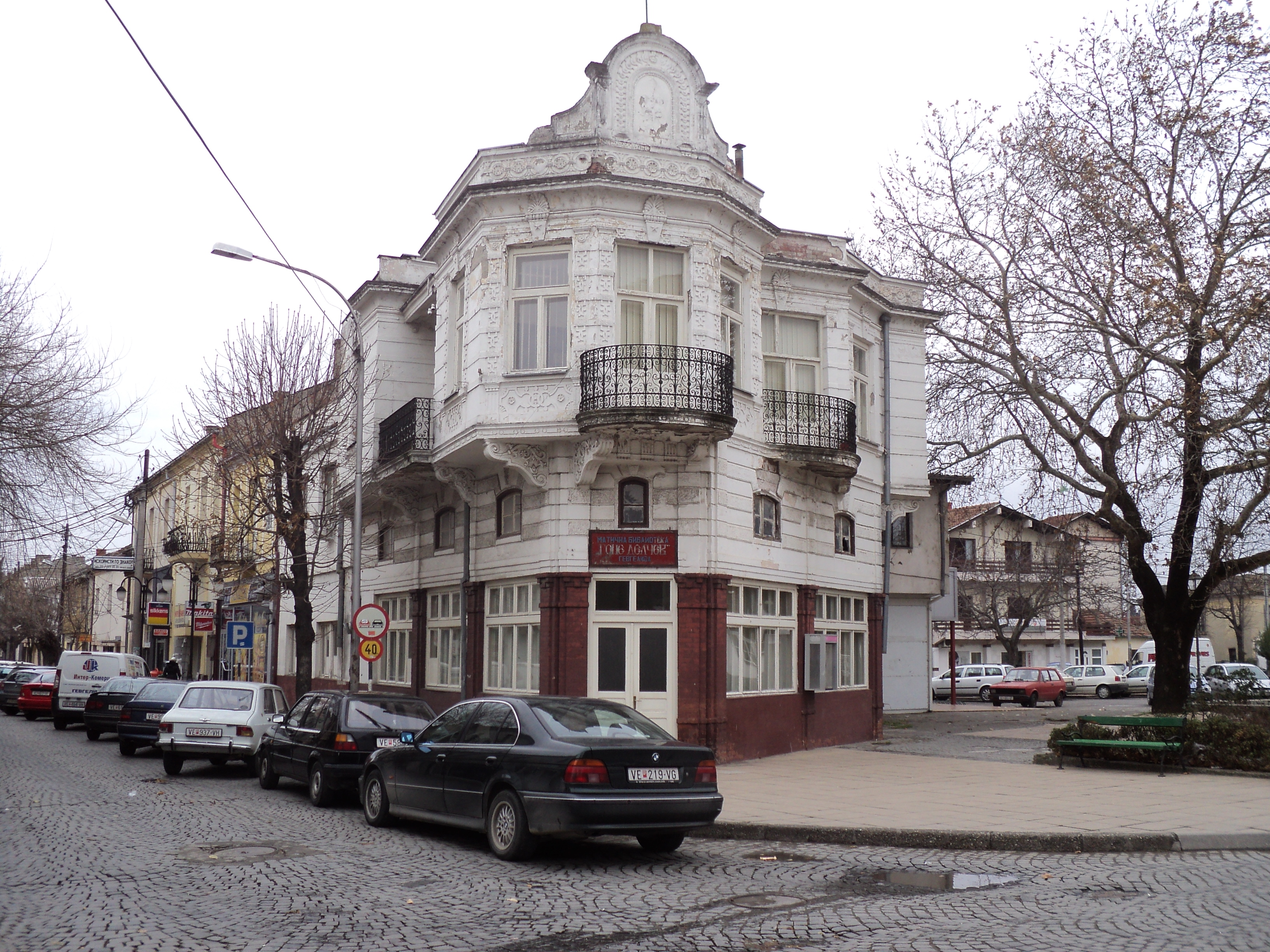
Budova knihovny.

Místní knihovna nese název po Goce Delčevovi, jeho budova je památkově chráněná. Pobočku zde má rovněž i makedonské národní divadlo. V budově bývalého zájezdního hostince (konaku) dnes sídlí místní pobočka Národního muzea.

## Hospodářství a doprava
Město je známé blízkému silničnímu, dálničnímu i železničnímu přechodu s Řeckem. Díky tomu byla v jeho blízkosti vybudována četná casina, která profitují především ze zahraničních návštěvníků.
Během existence socialistické Jugoslávie byla Gevgelija vybrána jako nejjižnější bod Dálnice Bratrství a jednoty, která měla spojovat přes území státu Rakousko s Řeckem.